# Xiantiandao

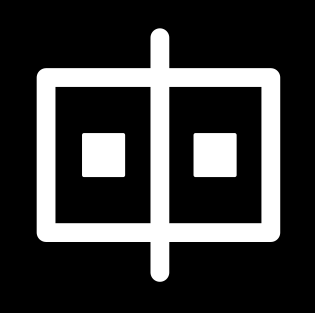
Symbool van deze religie

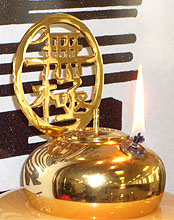
Een lamp, gemaakt door leden van deze religie

Xiantiandao is een groep van religieuze groepen, waaronder Tz'u-hui Tang. Deze religieuze groepen zijn voor de eenheid van het boeddhisme en andere godsdiensten. Xiantiandao is pantheïstisch die beweert de gemeenschappelijke waarheid te openbaren aan "de 5 scholen": (taoïsme, boeddhisme, confucianisme, christendom, islam). De grootste van de Xiantiandao-groepen is Ikuantao.
Xiantiandao werd in de Volksrepubliek China verboden.

## Groepen behorend tot Xiantiandao
- Ikuantao
- Tz'u-hui Tang
- Tien-te Sheng-chiao